# شوگر بیبی
شوگر بیبی یا بچه شیرینی (به انگلیسی: Sugar baby) به فرد مؤنث و معمولاً جوانی گفته می‌شود که برای دریافت منافع مادی از قبیل پول نقد یا هدایای گران‌قیمت با مرد یا زنی معمولاً پولدار و از نظر سنی بزرگتر رابطه جنسی برقرار می‌کند. این نوع رابطه با رابطه ای که کارگران جنسی برای پول برقرار می‌کنند متفاوت است چرا که روسپی‌ها معمولاً در قبال میزان مشخصی پول و میزان دقیقی از زمان با مردان رابطه جنسی برقرار می‌کنند اما در رابطه شوگر بیبی و شوگر ددی/مامی (بابا/مامانِ شِکَری) این رابطه مانند رابطه دوست دختر و دوست پسر است اما ادامه آن موکول به پرداخت پول و هدیه می‌باشد.

## از نظر قانونی
پرداخت پول یا دادن هدیه در برابر سکس در بسیاری از کشورهای غربی از جمله آمریکا غیرقانونی است. با این حال از آنجا که اثبات رابطه جنسی در این نوع رابطه ممکن نیست و دو طرف می‌توانند ادعا کنند که فقط رابطه ای غیر جنسی (پلاتونیک) دارند کماکان این نوع رابطه در کشورهایی مانند آمریکا رواج دارد.

## از نظر رواج
در سالهای اخیر مردان جوان و کمتر پولداری در غرب به این نوع رابطه روی آورده‌اند. علت اصلی آن به ظاهر پیچیده بودن ایجاد رابطه با زنان جوان به خاطر بالا بودن توقعات و انتظارات می‌باشد. از طرف دیگر دختران زیادی خواهان داشتن یک شوگر ددی هستند تا بتوانند در دوران جوانی از مواهب زندگی پرتجمل برخوردار شوند. بسیاری از دختران جوان برای پرداخت هزینه‌های تحصیل در دوران دانشجویی نیز مایل به داشتن شوگر ددی هستند.
سایت مای سیکرت بیبی در گزارش سال ۲۰۲۰ خود اشاره کرده است که در کشور استرالیا حدود ۲۵۰ هزار دختر جوان به دنبال داشتن شوگر ددی هستند. با توجه به اینکه جمعیت استرالیا کمی کمتر از ۲۵ میلون نفر در سال ۲۰۲۰ بوده است می‌توان به متداول بودن داشتن شوگر ددی در این کشور پی برد.